# 淡马锡中学
淡马锡中学（英文：Temasek Secondary School，简称TMS）是新加坡一所中等教育的公立中学，创立于1980年，位于新加坡东部勿洛。

## 历史沿革
淡马锡中学成立于 1980 年，与位于樟宜路上游的勿洛北中学共享一个校区。 1995年，学校获得自治权，并于1999年3月迁至位于上东海岸路的现校区。

## 校友人物
- HubbaBubbas，后原声三重奏
- 艾薇·李（Ivy Lee），前女演员[4]
- Joanne Peh，女演员[5]
- Fann Wong，女演员[6][7]
- 王丽琳，前女演员兼电视节目主持人